# Mielkes roter Koffer

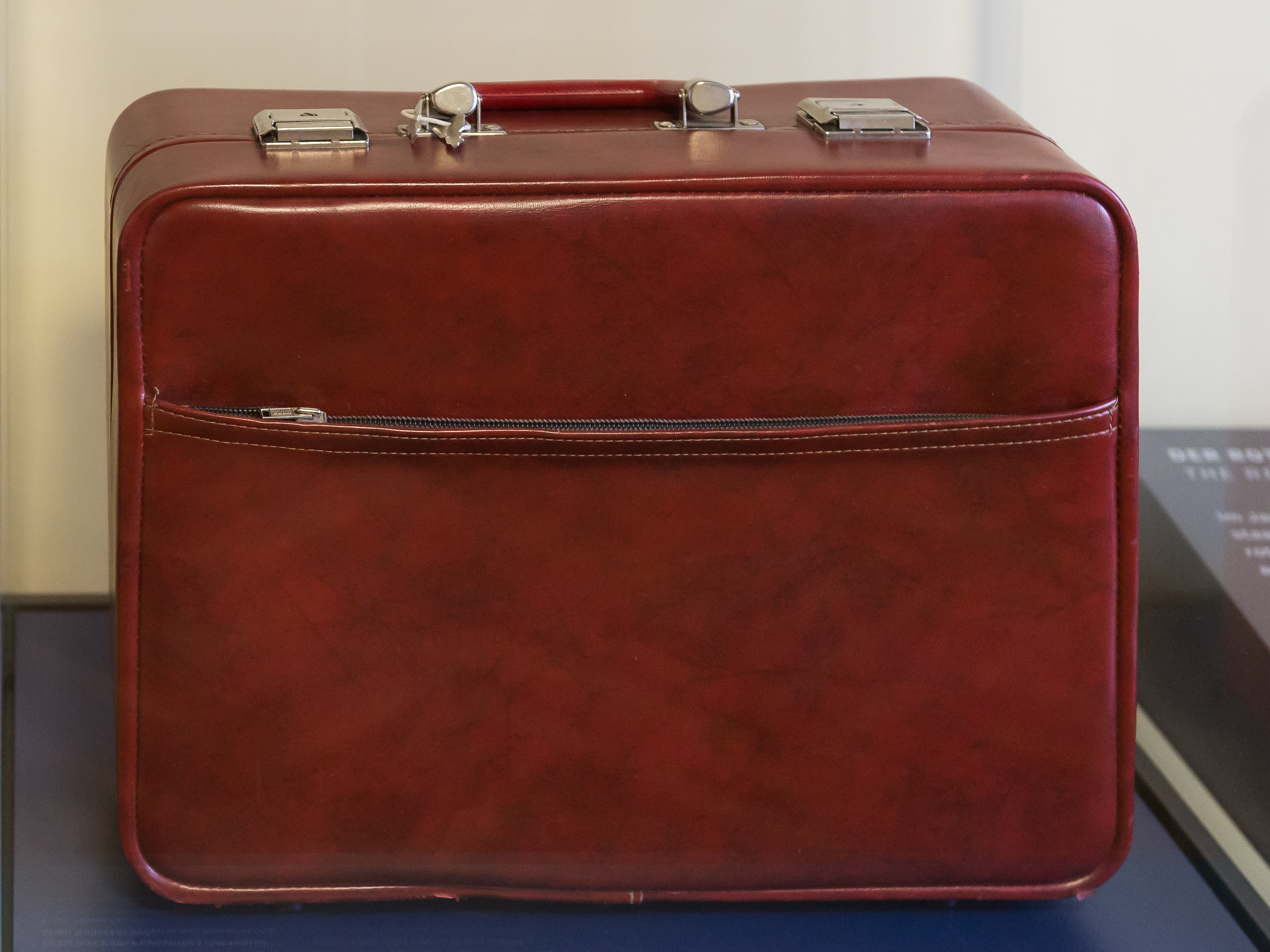
Mielkes roter Koffer

Der rote Koffer von Erich Mielke enthielt brisante Dokumente über den DDR-Staatschef Erich Honecker. Erich Mielke war langjähriger Minister für Staatssicherheit (MfS) und bewahrte die Akten in einem kleinen roten Kunstlederkoffer an seinem Dienstsitz in Berlin-Lichtenberg auf. Im Rahmen der Wende und friedlichen Revolution in der DDR durchsuchte die Militärstaatsanwaltschaft im Dezember 1989 Mielkes Räume. Um den bei der Durchsuchung gefundenen roten Koffer ranken sich seitdem Legenden, beginnend beim genauen Auffindungsort.

## Geschichte nach dem Ende der DDR
Die Militärstaatsanwälte überstellten den Koffer dem Generalstaatsanwalt der DDR, der ihn jedoch nach der Wiedervereinigung nicht an die für diese Angelegenheiten zuständige Berliner Justizsenatorin Jutta Limbach weitergab. Der Koffer galt als verschwunden. Diverse Zeitungsredaktionen bekamen jedoch anonyme Hinweise, es gebe den Koffer, und man würde ihn verkaufen. Erst eine Recherche des Journalisten Peter Przybylski für die Fernsehsendung Kennzeichen D sorgte dafür, dass der Koffer über Nacht von einem Boten ins Büro der Justizsenatorin gebracht wurde. Anlässlich der Ausstrahlung der Sendung am 14. November 1990 im ZDF gab es eine Pressekonferenz zur Rückkehr des roten Koffers. Für diesen fühlten sich dann mehrere Senatoren und Minister nicht zuständig, sodass der rote Koffer 1995 ans Bundesarchiv nach Koblenz gelangte. Seit 2004 befand sich der rote Koffer im Archiv des BStU, bis er 2015 in die Dauerausstellung der Forschungs- und Gedenkstätte Normannenstraße „Staatssicherheit in der SED-Diktatur“ kam, wo er in Mielkes hinterlassenen Räumen zu sehen ist.

## Inhalt
In dem roten Koffer befanden sich Akten des Hochverratsprozesses gegen Bruno Baum, auch die entsprechenden Verfahrensakten des Oberreichsanwalts beim Volksgerichtshof, die Vollstreckungsakten des Reichsanwaltes und Akten des Justizministeriums. Baum war wie Honecker KPD-Funktionär und Widerstandskämpfer gegen das Hitler-Regime. Er wurde am 4. Dezember 1935 mit anderen, darunter Erich Honecker, von der Gestapo verhaftet. Angesichts der erdrückenden Beweislast waren Baum und dann Honecker, der konspirative Fehler gemacht hatte, dem Ermittler Heinrich Müller gegenüber in einem Maße geständig, das diesem ermöglichte, den Fall bereits nach sechs Tagen abzuschließen. Die in den Gerichtsakten wiedergegebenen Aussagen Honeckers zu anderen Widerstandskämpfern versah das MfS in einer beigelegten, undatierten Auswertung mit kritischen Vermerken zu ihrem Umfang. Die gerichtliche Voruntersuchung hatte Hans-Joachim Rehse geführt. In der Verhandlung vor dem Volksgerichtshof am 7. und 8. Juni 1937 verurteilte der Volksgerichtsrat Robert Hartmann den Hauptangeklagten Baum zu 13 Jahren Zuchthaus. Unter den anderen Angeklagten erhielt Honecker mit zehn Jahren die höchste Strafe. Strafverschärfend war bei Baum, dass er Jude war und in der Verhandlung sein Bekenntnis zum Widerstand schärfer unterstrichen hatte als Honecker. Baum verbüßte seine Strafe bis zu seiner Befreiung 1945 im Zuchthaus Brandenburg-Görden, dem Stammlager des KZ Auschwitz und im KZ Mauthausen. Später stieg er ins ZK der SED auf.
Im Koffer fanden sich auch zwei Gnadengesuche von Erich Honeckers Vater Wilhelm, in denen er schreibt, sein Sohn habe dem Kommunismus abgeschworen und sehe „seine Jugendideale im jetzigen Staat verwirklicht“, also dem der Nazis. Darüber hinaus enthält er mehrere Briefe von Honeckers zweiter Ehefrau Edith Baumann und von Margot Feist an den SED-Chef Walter Ulbricht. In diesen Briefen schwärzen sich die Frauen gegenseitig an. Schließlich enthielt der Koffer auch eine Akte des MfS über den staatlich finanzierten Umbau des Bungalows einer heimlichen Geliebten Honeckers.

## Hintergrund
Mielke schien in dem Koffer Unterlagen gesammelt zu haben, die Honecker belasten könnten. In einer der letzten Sitzungen des SED-Politbüros am 17. Oktober 1989 soll Erich Mielke Honecker gedroht haben, falls dieser nicht zurückträte, „dann packe ich aus, und dann werden sich noch manche wundern“. Anwesende berichteten, Honecker habe offensichtlich nicht verstanden, was Mielke genau damit meinte, und erwiderte: „Dann tu es doch.“